# Bryum blindii
Bryum blindii là một loài Rêu trong họ Bryaceae. Loài này được Bruch & Schimp. mô tả khoa học đầu tiên năm 1846.